# 李恵
李 恵（り けい、生年不詳 - 478年）は、北魏の外戚。李皇后の父。本貫は中山郡安喜県。

## 経歴
左将軍・南郡公の李蓋の子として生まれた、弱冠にして父の南郡公の爵位を嗣ぎ、襄城王韓頽の娘を妻に迎えた。韓氏はふたりの娘を産み、姉のほうが皇太子拓跋弘にとついだ。460年（和平元年）、李恵は涼州の諸軍を率いて北道を進み、吐谷渾の拾寅を討った。散騎常侍・侍中・征西大将軍の位を受け、秦州刺史・益州刺史を歴任した。468年（皇興2年）4月、征南大将軍・儀同三司・都督関右諸軍事・雍州刺史に任じられ、爵位を王に進めた。長安鎮大将の任を加えられた。後に開府儀同三司・青州刺史に転じた。刺史を歴任して、善政で知られた。
李恵は文明太后の忌避を買っており、478年（太和2年）12月に反乱を計画しているとの誣告を受け、処刑された。弟の李初や李楽、さらに李恵の子たちも同じく殺された。後妻の梁氏もまた青州で死んだ。李恵の家財はことごとく没収された。北魏の輿論はこれを冤罪とみなして痛惜した。
504年（正始元年）、名誉を回復されて、使持節・驃騎将軍・開府儀同三司・定州刺史の位を追贈され、中山公に追封された。諡は荘公といった。

## 伝記資料
- 『魏書』巻83上 列伝第71上
- 『北史』巻80 列伝第68